# Wot

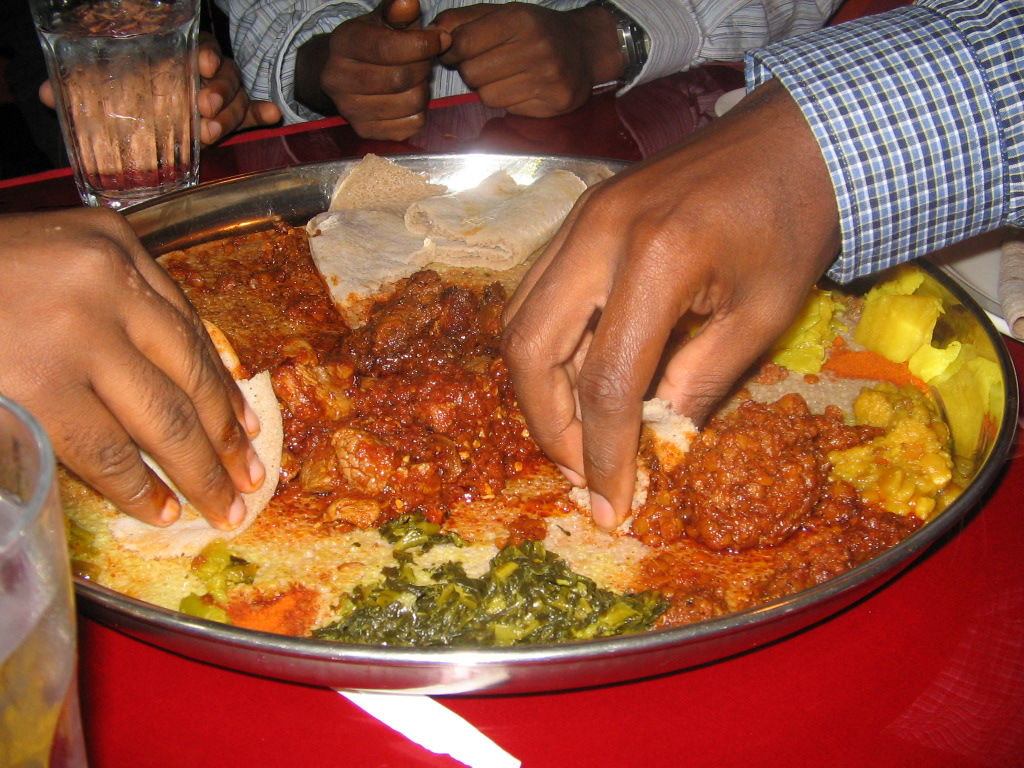
Forma coletiva de comer com injera

Wot, em amárico, ou "tsebi", em tigrinha, é um guisado de carne e vegetais, ou apenas de vegetais, durante o "jejum" dos cristãos etíopes. A sua característica principal, para além dos vários condimentos que leva, é começar por se assar cebola sem qualquer gordura, até ficar quase seca; só nessa altura se junta a gordura que, vai transformar a cebola numa pasta. Para os pratos de carne é tradicionalmente uma manteiga (ou leite) fervida em lume brando durante várias horas com várias especiarias (é equivalente ao ghee dos indianos, ou à manteiga-de-garrafa dos brasileiros, mas com um sabor especial), enquanto que para os wot vegetarianos se usa óleo vegetal.
Juntamente com esta gordura, podem juntar-se outros condimentos, como o berbere, uma mistura à base de pimenta, malagueta e açafrão indiano para um molho menos picante, ou sem nenhum tempero ("atkilt wot"). Depois junta-se a carne (galinha, cabra ou carneiro) ou peixe e vegetais como ervilhas, lentilhas, batatas, cenouras e folhas de beterraba-dourada; no caso do wot vegetariano, apenas os vegetais são cozinhados no wot. 